# To Be
TO BE – ósmy singel Ayumi Hamasaki, wydany 12 maja 1999 roku oraz wydany ponownie 28 lutego 2001. Sprzedano 324 500 kopii.

## Lista utworów

### CD (1999)
| Nr | Tytuł                           | Muzyka  | Aranżacja           | Czas |
| -- | ------------------------------- | ------- | ------------------- | ---- |
| 1. | "TO BE (Original Mix)"          | D･A･I   | Naoto Suzuki, D･A･I | 5:19 |
| 2. | "TO BE (Dub's cool wind Remix)" | D・A・I |                     | 5:57 |
| 3. | "TO BE (Instrumental)"          | D・A・I |                     | 5:17 |

### CD (2001)
| Nr | Tytuł                                 | Muzyka           | Aranżacja           | Czas |
| -- | ------------------------------------- | ---------------- | ------------------- | ---- |
| 1. | "TO BE (Original Mix)"                | D･A･I            | Naoto Suzuki, D･A･I | 5:19 |
| 2. | "TO BE (Dub's cool wind Remix)"       | D・A・I          |                     | 5:57 |
| 3. | "appears (H.W Tokyo Hard House Mix)"  | Kazuhito Kikuchi |                     | 5:38 |
| 4. | "Fly high (SHARP BOYS U.K VOCAL MIX)" | D・A・I          |                     | 4:06 |
| 5. | "Fly high (Supreme Mix)"              | D･A･I            | Naoto Suzuki, D･A･I | 6:25 |
| 8. | "Fly high (SAMPLE MADNESS REMIX)"     | D･A･I            |                     | 5:06 |
| 9. | "TO BE (Original Mix -Instrumental-)" | D･A･I            |                     | 5:17 |

## Wystąpienia na żywo
- 8 maja 1999 – Countdown TV – "TO BE"
- 13 maja 1999 – Utaban – "TO BE"
- 14 maja 1999 – Music Station – "TO BE"
- 22 maja 1999 – Pop Jam – "TO BE"
- 28 maja 1999 – Music Station – "TO BE"
- 21 czerwca 1999 – Hey! Hey! Hey! – "TO BE"
- 17 maja 2003 – Ayuready? – "TO BE"